# وان بلور
وان بلور (انگلیسی: One Bloor) آسمان‌خراش تجاری مسکونی ۷۶ طبقه مستقر در شهر تورنتو، انتاریو است، که پروژه ساخت آن در سال ۲۰۱۱ آغاز شد و در سال ۲۰۱۷ به بهره‌برداری رسید.